# Der Zürich-Krimi: Borchert und die Spur der Diamanten
Borchert und die Spur der Diamanten ist ein Fernsehfilm aus der Kriminalfilmreihe Der Zürich-Krimi aus dem Jahr 2023. Er wurde im Auftrag von ARD Degeto für Das Erste produziert. Die Erstausstrahlung der 19. Folge der Filmreihe fand am 2. November 2023 statt.

## Handlung
In einer Bar wird Borchert genervt Zeuge eines lauten Junggesellenabschieds und verlässt verärgert die Bar. Draußen wird ihm auch noch ein Taxi von Xavier Schliemann, dem angehenden Ehemann, dem die Feier gilt, vor der Nase weggeschnappt. Dieser lässt sich zu einem noblen Hotel fahren, wo er von seiner Geschäftspartnerin Nikol Juric erwartet wird. Xavier Schliemann wird dort von einem Unbekannten mit einem Taser angegriffen und betäubt. Er wacht neben der Leiche von Nikol Juric auf, die offensichtlich erschossen wurde und flieht aus dem Hotel. Er sucht Dominique Kuster in ihrer Privatwohnung auf, die gerade die Nacht mit Marco Furrer verbracht hat. Dieser wird von Urs Aeggi zu einem Einsatz gerufen und verabschiedet sich knapp. Dominique Kuster und Xavier Schliemann fahren gemeinsam in die Kanzlei, wo sie mit Borchert zusammentreffen. Beide finden die Geschichte, die Xavier Schliemann ihnen erzählt, unglaubwürdig. Sie schlagen ihm vor, eine Aussage bei der Polizei zu machen. Doch vorher möchte der junge Mann mit seiner Verlobten sprechen. Borchert begleitet ihn zu seiner Wohnung und erfährt von Xavier Schliemanns Geschäften, die sich um künstlich hergestellte Diamanten drehen. Inzwischen besprechen sich Dominique Kuster und Marco Furrer, der sich bereits im Hotel befindet und die Leiche von Nikol Juric gefunden hat. Der Polizeihauptmann hat auch die Tatwaffe sichergestellt, die auf Xavier Schliemann zugelassen ist. Dominique Kuster kommt daraufhin ebenfalls zur gemeinsamen Wohnung von Xavier Schliemann und dessen Verlobter Greta Baumeister und fragt nach der Waffe. Als Xavier Schliemann irritiert den Safe öffnet, stellt er fest, dass die Waffe fehlt. Er bestätigt, dass es nur einen Schlüssel gibt und bittet darum, kurz allein mit seiner Verlobten sprechen zu dürfen. Diese Gelegenheit nutzt er, um aus der Wohnung zu entkommen. Borchert und Dominique Kuster informieren daraufhin Greta Baumeister über den bisher bekannten Sachstand. Sie erhalten von ihr die Telefonnummer von Markus Erdinger, dem nach ihrer Ansicht besten Freund ihres Verlobten.
Xavier Schliemann sucht seine gute Freundin Katharina Kolling in ihrem Juweliergeschäft auf und bittet darum, einige Zeit in ihrer Gästewohnung unterkommen zu dürfen. Zur selben Zeit trifft Dominique Kuster mit Marco Furrer im Polizeipräsidium zusammen. Urs Aeggi kommt hinzu und unterrichtet die beiden über das Opfer. Die Tote war Maschinenbauingenieurin und in letzter Zeit öfter in Zürich. Währenddessen trifft sich Borchert mit Markus Erdinger und geht mit ihm die Ereignisse des vorigen Abends durch. Borchert erfährt, dass Xavier Schliemann oft Abenteuer mit Frauen sucht. Außerdem erhält er einen Hinweis auf Katharina Kolling, mit der Xavier Schliemann im Anschluss an eine intensive Affäre noch gut befreundet wäre. Borchert sucht Katharina Kolling in ihrem Juweliergeschäft auf und erfährt, dass sie dem Flüchtigen die Schlüssel zu ihrer Gästewohnung gegeben hat. Borchert lässt sich zu der Adresse bringen, verschafft sich zunächst Zugang zum Haus und dringt zudem in die Wohnung ein, wo Xavier Schliemann gerade aufgeregt telefoniert. Er redet eindringlich auf den Verdächtigen ein und konfrontiert ihn mit dem Verdacht, ihm und Dominique Kuster nicht die Wahrheit gesagt zu haben. Der junge Mann erläutert, dass er gemeinsam mit Nikol Juric eine Presse für Diamanten gekauft hat und seitdem dem Geschäftsmann Oleg Bronski eine erhebliche Summe in Form eines Kredits schulde. Zudem hätte er erst vor Kurzem eine Affäre mit Nikol Juric gehabt, von der Greta Baumeister nichts erfahren darf. 
Borchert kontaktiert Reto Zanger und erkundigt sich nach Oleg Bronski. Sein Freund erläutert ihm, dass dieser seiner Ansicht nach nichts mit Mord zu tun haben kann. Während sich Dominique Kuster und Xavier Schliemann in Katharina Kollings Gästewohnung gerade darauf vorbereiten, zur Polizei zu gehen, stürmen Marco Furrer und Urs Aeggi das Gebäude und nehmen den Verdächtigen fest. Borchert sucht Greta Baumeister im Diamantenladen auf und erhält eine Liste von Juwelieren, die sich von Xavier Schliemann beliefern lassen. Gemeinsam mit Regula Gabrielli gehen Borchert und Dominique Kuster den Fall und die bisherigen Erkenntnisse in der Kanzlei durch. Sie finden heraus, dass zwei der Juweliere in letzter Zeit zu Tode gekommen sind. Zudem finden sie durch Sichtung der Fachpresse heraus, dass Xavier Schliemanns Geschäfte dem etablierten Diamantenhandel einen Umsatzeinbruch beschert haben. Borchert sucht Peter Eisenmann auf, einen Edelsteinhändler, der vor Kurzem ein Angebot für Xavier Schliemanns Geschäft gemacht hat. Er gibt vor, in Edelsteine investieren zu wollen und nutzt eine Gelegenheit, sich in den Geschäftsräumen umzusehen. In Peter Eisenmanns Büro macht Borchert dabei unbemerkt Fotos von dessen Geschäftsunterlagen und der Abbildung eines Turmalins, die zwischen den Unterlagen liegt. Anschließend befragt er den Juwelier über seine Ansicht zu synthetischen Diamanten. Peter Eisenmann behauptet, an diesem Geschäft kein Interesse zu haben. Anschließend offenbart Borchert dem indignierten Juwelier, dass er der Anwalt von Xavier Schliemann sei und verlässt den Laden.
Beim Verhör konfrontiert Marco Furrer Xavier Schliemann und seine Anwältin mit aufgezeichneten Telefonanrufen von Nikol Juric, aus denen die Affäre der beiden hervorgeht. Daraufhin nimmt er den jungen Diamantenhändler in Untersuchungshaft. Beim anschließenden kurzen Gespräch zwischen Marco Furrer und Dominique Kuster wird klar, dass der Polizeihauptmann der Anwältin wegen einer vergangenen Affäre mit ihrem jetzigen Mandanten sowohl beruflich als auch persönlich misstraut. Währenddessen sucht Borchert die Witwe des Diamantenhändlers auf, der ein Kunde von Xavier Schliemann war. Marie Montard informiert Borchert über den Überfall und zeigt ihm Bilder der dabei abhanden gekommenen Steine. Einer davon erinnert an den Turmalin, von dem Borchert bei seinem vorgetäuschten Kaufversuch im Büro von Peter Eisenmann ein Foto gefunden hatte. Zudem berichtet sie, dass der Zürcher Diamantenhändler für das Geschäft der Montards ein Kaufangebot abgegeben hatte. Auch dem italienische Juwelier, der zu Xavier Schliemanns Kunden zählte und vor Kurzem einen tödlichen Verkehrsunfall hatte, war von Peter Eisenmann ein Verkaufsangebot gemacht worden, wie Regula Gabrielli telefonisch herausfindet. Borchert sucht Katharina Kolling auf und bitte um ihre Meinung zum ähnlichen Erscheinungsbild der beiden Turmalinee. Anschließend trifft er mit Greta Baumeister in Xavier Schliemanns Geschäft zusammen, wo er erfährt, dass Peter Eisenmann auch ihr soeben ein Angebot für eine Geschäftsübernahme gemacht habe. Borchert sucht Marco Furrer und Urs Aeggi auf und versucht die Aufmerksamkeit der Ermittler auf Peter Eisenmann zu lenken. Seiner Ansicht nach versucht dieser, Xavier Schliemann einen Mord anzuhängen. Der Anwalt fordert den Polizeihauptmann auf, Peter Eisenmanns Geschäft durchsuchen zu lassen. Als Urs Aeggi daraufhin in den Unterlagen zum Unfalltod des italienischen Juweliers Indizien findet, die ebenfalls Peter Eisenmann belasten, entschließt Marco Furrer sich, den Diamantenhändler ins Präsidium einzubestellen. Währenddessen dringt Borchert in Peter Eisenmanns Privathaus ein und konfrontiert diesen mit seinen Erkenntnissen. Der Beschuldigte gesteht die Morde an den beiden Juwelieren, bestreitet aber, mit dem Mord an Nikol Juric zu tun zu haben. Bei einem Gerangel der beiden kommt Peter Eisenmann um, da Borchert ihn in Selbstverteidigung mit dessen eigener Waffe erschießt. 
Infolge einer Recherche Regula Gabriellis rückt plötzlich Greta Baumeister in den Fokus der Überlegungen von Dominique Kuster und Borchert. Im Fall einer Verhaftung Xavier Schliemanns fällt nämlich die Prokura für wichtige Geschäftsentscheidungen vertraglich an sie. Borchert sucht die Verlobte auf, die behauptet ein Alibi für die Tatzeit zu haben, das Borchert sich von dem angegebenen Kontakt bestätigen lässt. Währenddessen besprechen sich Greta Baumeister und Xavier Schliemann im Untersuchungsgefängnis. Als er ihr die Affäre mit Nikol Juric gesteht, löst sie die Verlobung. Später vertragen sich die beiden allerdings wieder. Borchert und Dominique Kuster suchen ebenfalls ihren Mandanten auf. Bei der anschließenden Haftprüfung trifft die Anwältin wieder auf Marco Furrer und erreicht, dass die Untersuchungshaft aufgehoben wird. Später am Tag lässt Dominique Kuster gemeinsam mit Marco Furrer die Ereignisse Revue passieren und beide sprechen sich aus. Borchert recherchiert währenddessen zur gemeinsamen Vergangenheit von Katharina Kolling und Xavier Schliemann. Offensichtlich hatte die Juwelierin seltene Steine, die sich seit langem in Familienbesitz befinden, als Ringe fassen lassen und einen davon an Xavier Schliemann als Zeichen ihrer Liebe übergeben. Bei einem anschließenden Telefongespräch spricht der Anwalt den Verdächtigen auf den Ring an. Dieser berichtet, er habe das Schmuckstück verkauft, um seine Schulden bezahlen zu können. Inzwischen wurde das Schmuckstück von dem Zürcher Privatdetektiv Wolf Burri erstanden. Borchert vermutet, dass dieser bei dem Geschäft nur ein Strohmann war. Borchert sucht den privaten Ermittler auf und erfährt, dass dieser tatsächlich im Auftrag von Katharina Kolling gehandelt hatte. Borchert trifft daraufhin mit der Juwelierin in deren Geschäft zusammen, die ihm versichert, dass sie ihrem Ex-Freund wegen des Verkaufs nichts vorwerfe. Er bespricht sich in der Kanzlei mit Dominique Kuster und beide kommen zu dem Schluss, Katharina Kolling noch einmal genauer unter die Lupe zu nehmen. Borchert fährt wieder zu deren Geschäft und verschafft sich Zugang, indem er Xavier Schliemanns Geburtsdatum als Code für das Sicherheitsschloss eingibt. Er informiert die Polizei und stellt Katharina Kolling in den Katakomben unter dem Juweliergeschäft, wo sie gerade Greta Baumeister und Xavier Schliemann bedroht, die sie unter einem Vorwand in den Laden gelockt hatte. Borchert wird Zeuge, als die Juwelierin den Mord an Nikol Juric gesteht. Er entwaffnet die Juwelierin, die anschließend verhaftet wird.

## Hintergrund
Die Dreharbeiten zu Borchert und die Spur der Diamanten fanden zeitgleich mit der vorhergehenden Episode Borchert und der Mord ohne Sühne im Zeitraum vom 18. Oktober 2022 bis zum 23. Dezember 2022 in Zürich und Prag sowie näherer und weiterer Umgebung statt.

## Einschaltquoten
Bei der Erstausstrahlung von Borchert und die Spur der Diamanten am 2. November 2023 verfolgten in Deutschland insgesamt 7,21 Millionen Zuschauer die Filmhandlung, was einem Marktanteil von 27,9 Prozent für Das Erste entsprach. In der als Hauptzielgruppe für Fernsehwerbung deklarierten Altersgruppe von 14–49 Jahren erreichte Borchert und die Spur der Diamanten laut AGF Videoforschung einen Marktanteil von 7,4 Prozent in dieser Altersgruppe.